# Плезиопсовые
Плезиопсовые, или плезиоповые (лат. Plesiopidae), — семейство лучепёрых рыб. Ранее его включали в состав отряда окунеобразных (Perciformes), с 2016 года рассматривают как incertae sedis в составе подсерии Ovalentaria. Обитают в Индийском и Тихом океанах.

## Классификация
В составе семейства выделяют два подсемейства, 12 родов и 50 видов:
- Подсемейство Plesiopinae
  - Род Assessor Whitley, 1935
  - Род Calloplesiops Fowler & Bean, 1930
  - Род Fraudella Whitley, 1935
  - Род Paraplesiops Bleeker, 1875
  - Род Plesiops Oken, 1817
  - Род Steeneichthys Allen & Randall, 1985
  - Род Trachinops Günther, 1861
- Подсемейство Aganthoclininae
  - Род Acanthoclinus Jenyns, 1841
  - Род Acanthoplesiops Regan, 1912
  - Род Beliops Hardy, 1985
  - Род Belonepterygion McCulloch, 1915
  - Род Notograptus Günther, 1867

В некоторых классификациях род Notograptus выделяют в отдельное семейство Notograptidae.   